# Inmigración lituana en Colombia
La inmigración lituana en Colombia es el movimiento migratorio de ciudadanos provenientes de Lituania hacia Colombia.

## Historia
La migración de los lituanos a Colombia tuvo lugar por primera vez durante la década de 1940, debido a la Segunda Guerra Mundial. Hoy en día, el censo colombiano estimó que hay 48 ciudadanos lituanos que residen en Colombia.

## Colombianos de ascendencia lituana destacados
- Natasha Klauss : Actriz nacida en Cali, de abuelos lituanos.
- Jaime Gilinski Bacal: banquero y empresario.
- Antanas Mockus : Académico y político nacido en Bogotá, de padres lituanos.
- Nijolė Šivickas : Artista nacida en Vilna, capital lituana, reside desde 1950 en Bogotá.
- Mike Schmulson : Periodista nacido en Kovno - Lituania, establecido en Barranquilla.
- Antanas Jurksaitis: Naturalista.[3]
- Vytis Karanauskas: Niño secuestrado en el 2003 de ascendencia lituana.[4]
- Jurgis Didžiulis, cantante e integrante de la banda InCulto.